# Jorunna
Jorunna Bergh, 1876 è un genere di molluschi nudibranchi della famiglia Discodorididae.

## Tassonomia
Il genere comprende le seguenti specie:
- Jorunna alisonae Ev. Marcus, 1976
- Jorunna coloradilla Ortea & Moro, 2016
- Jorunna davidbowieii Ortea & Moro, 2016
- Jorunna efe Ortea & Moro, 2014
- Jorunna evansi (Eliot, 1906)
- Jorunna funebris (Kelaart, 1859)
- Jorunna ghanensis Edmunds, 2011
- Jorunna glandulosa Edmunds, 2011
- Jorunna hartleyi (Burn, 1958)
- Jorunna labialis (Eliot, 1908)
- Jorunna onubensis Cervera, Garcia-Gomez & Garcia, 1986
- Jorunna osae Camacho-Garcia & Gosliner, 2008
- Jorunna pantherina (Angas, 1864)
- Jorunna pardus Behrens & Henderson, 1981
- Jorunna parva (Baba, 1938)
- Jorunna ramicola M.C. Miller, 1996
- Jorunna rubescens (Bergh, 1876)
- Jorunna spazzola (Er. Marcus, 1955)
- Jorunna spongiosa Alvim & Pimenta, 2013
- Jorunna tempisquensis Camacho-Garcia & Gosliner, 2008
- Jorunna tomentosa (Cuvier, 1804)